# Armaguerra Mod. 39
El Armaguerra Mod. 39 es un fusil semiautomático italiano desarrollado por Gino Revelli, el hijo de Abiel Bethel Revelli, quien es conocido por la ametralladora Fiat-Revelli Modelo 1935 y la pistola Glisenti Modelo 1910. Este fusil se produjo en dos calibres: 6,5 mm y 7,35 mm.

## Historia y desarrollo
El fusil fue diseñado por Francesco Nasturzio y Gino Revelli. Fue probado con éxito por el Regio Esercito en 1939, prefiriéndolo sobre los otros participantes del concurso para su dotación con un fusil semiautomático, el Scotti Mod. X y el Breda PG, por lo que ordenó 10.000 unidades a la Società Anonima Revelli Armiguerra de Génova.
Su nombre se deriva del código telegráfico de la empresa, Armaguerra. En 1938, el Regio Esercito había iniciado la transición del cartucho 6,5 x 52 Mannlicher-Carcano al más letal 7,35 x 51 Carcano. Para el segundo cartucho se construyeron el Carcano M38 y el Armaguerra Mod. 39.
Cuando Italia entró a la Segunda Guerra Mundial, la transición al nuevo cartucho no se había completado y la producción del Armaguerra Mod. 39 de 7,35 mm cesó probablemente con 200 fusiles. Dos cartuchos distintos habrían complicado la cadena logística. La conversión del fusil al antiguo calibre de 6,5 mm requirió un rediseño parcial, porque el cartucho 6,5 x 52 Mannlicher-Carcano produce una presión de 3.000 atmósferas respecto a las 2.500 atmósferas del 7,35 x 51 Carcano. Entro en producción en la segunda mitad de 1943, cuando la capitulación de Italia limitó la producción a unos cuantos cientos de fusiles.     